# نبيل لحود
نبيل إدوار لحود (القاهرة 24 أغسطس 1955 - القاهرة 22 يونيو 2012) فنان تشكيلى وملحن ومغنى وعازف عود مصرى يعمل في مجال تصميم الجرافيكس للدعاية والمطبوعات ,عضو نقابة الفنانين التشكيليين ,ليسانس كلية الآداب قسم لغة فرنسية جامعة عين شمس , القاهرة وعمل دراسات حرة في معهد الموسيقى العربية بالقاهرة.
ينتمى إلى المدرسة الشعبية في الفن التشكيلي. تتسم أعماله بروح الفطرة والميل إلى التعبير الفلكلورى من خلال بحثه في التراث الشعبى وحياة البسطاء ، من خلال ملاحظاته لتفاصيل الحياة اليومية والفلسفة التلقائية مثل الأمثال الشعبية .
يستخدم في أغلب لوحاته ألوان الزيت ، ويمارس تقنية الملامس الخشنة باستخدام أسلوب التنقيط والسكينة في بناء المساحات اللونية على أسطح الخشب والقماش .
يميل في الأغلب بتحديد الأشكال والكتل بخطوط سميكة مثلما نجد عند أغلب الفنانين التلقائيين. تقترب أشكال الشخوص في أعماله إلى نزعة التبسيط في الخطوط للوصول إلى أبجدية تشكيلية يتسم بها الفن المصري القديم وأحيانا رسوم الأطفال بما تحوى من مشاعر فطرية ومباشرة وميل إلى الاختصار .
اسس وقاد فرقة بساطة الغنائي ,كان اكتشف موهبته الموسيقية في عمر الخامسة عشر أثناء الدراسة المدرسية وبدأ العزف على الجيتار ثم تحول إلى عزف العود في الجامعة وساعده على تفجر الموهبة في التلحين والغناء وجود الدكتورة هدي وصفي مدير مسرح الهناجر حاليا حيث كانت تقوم بالتدريس في الجامعة وأنشأت أسرة فنية جامعية أطلقت عليها اسم الأصدقاء. وكان خلال سنين الدراسة الجامعية يقوم بالتلحين وإقامة حفلات على مسرح جامعة عين شمس.
اشترك في انشطة فنيه كثيرة منها غناء كورال نهج البوردة تلحين د. يوسف شوقي وحفلات مسرح جامعة عين شمس ( كلية الآداب لغة فرنسية) و تلحين وغناء وعزف في فرقة (بساطة).

## أُسرته
متزوج من الين حلمي وله ابنتين ماريز نبيل لحود المغنيه في فرقة بساطة واختها كريستين .

## المعارض الخاصة
- معرض بمركز الهناجر للفنون سبتمبر 2000 ، 2002 .
- معرض بقاعة ساقية عبد المنعم الصاوي يناير 2004 .
- معرض بساقية عبد المنعم الصاوى بالزمالك أغسطس 2012 .

## المعارض الجماعية المحلية
- معرض بالمركز الثقافى الفرنسى بالقاهرة 1995، 1996 .
- معرض بقاعة المرسم 1999 .
- معرض بقاعة شاديكور 2000 .
- معرض بقاعة المسرح ساقية عبد المنعم الصاوى 2007 .
- معرض بجامعة المستقبل القاهرة الجديدة 2007 .
- صالون جاليرى الدورة الثانية بقاعة جوجان مايو 2008 .
- معرض ( رمضانيات ) بقاعة جوجان بالزمالك - سبتمبر 2009 .

## المؤلفات و الأنشطة الثقافية
اشترت دار النشر السويسرية ( يونيون فيرلاج ) حق استغلال بعض لوحاته لاستخدامها على أغلفة بعض إصداراتها الأدبية الخاصة بالثقافة العربية .

## جوائز وشهادات
- شهادة تقدير من مهرجان الفلكلور العالمي بمدينة «بالما دي مايوركا» بإسبانيا.

## وصلات خارجية
السيرة الذاتية من موقع وزارة الثقافة

## الموقع الرسمى
موقع الفنان نبيل لحود